# Drue à Gargantua
La Drue à Gargantua ou Quille à Gargantua, est un menhir situé sur la commune de Tripleville, dans le département de Loir-et-Cher en France.

## Protection
L'édifice est classé au titre des monuments historiques par la liste de 1889.

## Description
Le menhir est constitué d'un bloc de calcaire de Beauce, prélevé sur place. Il mesure 3,20 m de hauteur pour 2 m de largeur à la base et 1,20 m d'épaisseur.

## Folklore
Le menhir fait partie d'un groupe de trois mégalithes associée à la légende du géant Gargantua. Le géant, assis sur le clocher de Tripleville, un pied sur celui d'Ouzouer-le-Marché et l'autre sur celui de Verdes, jouait au bouchon : le menhir correspond à sa quille, son palet est visible à environ 90 m plus à l'ouest ; le Plat à Gargantua étant assimilé à l'endroit où il chauffait sa soupe.